# Comando de Aeródromo A (o) 35/VII
El Comando de Aeródromo A (o) 35/VII (Flieger-Horst-Kommandantur A (o) 35/VII) fue una unidad de la Luftwaffe durante la Segunda Guerra Mundial.

## Historia
Fue formado el 1 de abril de 1944 en Pocking, a partir del Comando de Aeródromo A (o) 19/XII.

## Comandantes
- Mayor Otto Will – (15 de octubre de 1944 – 8 de mayo de 1945)

## Servicios
- abril de 1944 – enero de 1945: en Pocking bajo el Comando de Base Aérea 14/VII.
- enero de 1945 – abril de 1945: en Pocking bajo el Comando de Base Aérea 4/XIII.